# Archer City, Texas
Archer City là một thành phố thuộc quận Archer, tiểu bang Texas, Hoa Kỳ. Năm 2010, dân số của xã này là 1834 người.

## Dân số
- Dân số năm 2000: 1848 người.
- Dân số năm 2010: 1834 người.